# Клеопатра (фільм, 1934)
«Клеопатра» (англ. Cleopatra) — американська історична драма 1934 року режисера Сесіля Б. Де Мілля. Одна з перших звукових кіноверсій історії цариці Клеопатри.

## Сюжет
Сюжет фільму розгортається в 48 році до н. е. Клеопатра приймає у себе Юлія Цезаря в знак згоди стати частиною Римської імперії. У Римі вона бачить гарантію зміцнення своєї влади в Єгипті. Вона спокушає Цезаря, але його незабаром вбивають. Після його смерті всю свою увагу Клеопатра перемикає на Марка Антонія, намагаючись відвернути його від державних справ і зачаровуючи блиском і розкішшю свого двору.

## У ролях
- Клодет Кольбер — Клеопатра
- Воррен Вільям — Юлій Цезар
- Генрі Вілкоксон — Марк Антоній
- Йозеф Шильдкраут — цар Ірод
- Вільям Фарнум — Марк Емілій Лепід
- Обрі Сміт — Гней Доміцій Агенобарб
- Ян Кейт — Октавіан
- Джордж Волш — посол
- Інез Сібері — служниця Клеопатри
- Веджвуд Ноуелл

## Нагороди та номінації
В 1935 році фільм отримав премію «Оскар» за кращу операторську роботу і, крім того, був номінований в чотирьох категоріях:
- Видатна постановка
- Найкращий асистент режисера — Каллен Тейт
- Найкращий монтаж — Енн Бошенс
- Найкращий звук — Франклін Гансен